# 2ドル硬貨 (オーストラリア)
オーストラリア2ドル硬貨（オーストラリア2ドルこうか、$2）は、オーストラリア国内で流通する硬貨。1988年に旧2ドル紙幣に代わり登場されており、オーストラリア国内の硬貨の中でも、額面の大きな通貨単位である。表面には「女王エリザベス2世」の肖像が、裏面には「2 DOLLARS」、「アボリジニ」と「南十字星」の図案がデザインされている。

## 参考
- Ian W. Pitt, ed (2000年). Renniks Australian Coin and Banknote Values (19 ed.). Chippendale, N.S.W.: Renniks Publications. ISBN 978-0-9585574-4-3